# Suchdol nad Odrou
Suchdol nad Odrou är en köping i Tjeckien.   Den ligger i regionen Mähren-Schlesien, i den östra delen av landet, 260 km öster om huvudstaden Prag. Suchdol nad Odrou ligger 269 meter över havet och antalet invånare är 2 547.
Terrängen runt Suchdol nad Odrou är huvudsakligen platt, men västerut är den kuperad. Runt Suchdol nad Odrou är det ganska tätbefolkat, med 100 invånare per kvadratkilometer. Närmaste större samhälle är Nový Jičín, 9,2 km sydost om Suchdol nad Odrou. Trakten runt Suchdol nad Odrou består till största delen av jordbruksmark.